# 7月19日
7月19日是阳历年的第200天（闰年是201天），离一年的结束还有165天。

## 大事记

### 19世纪以前
- 64年：罗马大火持续燃烧六天，毁灭了大半个罗马市。
- 711年：塔里克·伊本·齐亚德率领倭马亚王朝军队在瓜达莱特战役中击败了西哥特人的国王罗德里克。
- 939年：拉米罗二世在西曼卡斯战役中击败了阿卜杜拉赫曼三世的摩尔人大军。
- 998年：法蒂玛王朝军队在叙利亚击败了拜占庭军队。
- 1333年：英格兰大军在特威德河畔贝里克大胜苏格兰军。
- 1545年：英國戰艦瑪麗玫瑰號在索倫特海戰（英语：Battle of the Solent）中沉沒於樸茨茅斯外海；1982年被打撈上岸。
- 1553年：在位9天的英格兰女王珍·葛雷遭到废黜，并由玛丽一世成为新任英格兰女王。
- 1588年：西班牙无敌舰队在英吉利海峡遭遇英军。
- 1701年：易洛魁联盟的代表将俄亥俄河以北的土地割让给英格兰。
- 1702年：卡尔十二世指挥的瑞典军队击败了兵力比自己强一倍，并占有地利的奥古斯特二世率领的波兰军。

### 19世紀
- 1817年：俄美公司征服夏威夷王国未遂，被迫撤离考艾岛。
- 1821年：英国国王乔治四世登基。
- 1832年：英国医学会成立。
- 1843年：伊桑巴德·金德姆·布鲁内尔的大不列颠号蒸汽船下水，成为第一个拥有铁壳和螺旋桨的远洋航行器，也是当时世界上最大的船。
- 1848年：女性權利與女性主義支持人士第一次共同於美國紐約州展開長達2天的塞內卡福爾斯會議，並由女性主義者伊麗莎白·凱迪·斯坦頓於會中發表《權利和感性宣言（英语：Declaration of Sentiments）》。
- 1864年：曾国藩弟曾国荃率湘军攻陷太平天国首都天京（今南京市），随后屠城，许多当地平民和太平军人被杀，太平天国正式结束。
- 1870年：法国皇帝拿破仑三世因为伊莎贝拉二世退位的继承问题而向普鲁士宣战，普法战争爆发。
- 1900年：巴黎地铁首条路線正式开通營運。

### 20世紀
- 1903年：莫里斯·加兰赢得1903年环法自行车赛冠军。
- 1907年：在日本军队的逼迫下，朝鲜高宗李熙举行禅位仪式，让皇位于皇太子李坧。
- 1916年：在索姆河战役中，英澳军队进攻德军防线。
- 1920年：共产国际第二次代表大会召开。
- 1936年：西班牙的全国劳工联盟和劳动者总联盟呼吁劳动人民武装反抗国民军。
- 1942年：美军愈发先进的输送系统迫使德国海军撤回大西洋中部。
- 1943年：500架盟军空军势力对罗马展开大型轰炸。
- 1947年：缅甸临时政府总理翁山与6位部长在仰光举行内阁会议时，遭到吴苏派遣枪手暗杀身亡。
- 1952年：1952年夏季奥林匹克运动会在芬兰新地省赫尔辛基举行。
- 1952年：華盛頓不明飛行物事件發生。
- 1958年：中国与柬埔寨建交。
- 1961年：突尼斯封锁了法国在比塞大的海军基地。
- 1972年：香港政府公布伊利莎白皇后號大火調查報告。
- 1976年：尼泊尔的萨加玛塔国家公园开放。
- 1977年：全球定位系统的首个卫星信号在爱荷华州的錫達拉皮茲市羅克韋爾柯林斯公司被接收。
- 1979年：桑定民族解放阵线成功推翻美国在尼加拉瓜所支持的安纳斯塔西奥·苏慕萨·德瓦伊莱政权。
- 1980年：在苏阿战争引发64个国家联合抵制抗议后，苏联莫斯科举行夏季奥林匹克运动会开幕式。
- 1981年：在与美国总统罗纳德·里根的秘密会议中，法国总统弗朗索瓦·密特朗揭露了苏联窃取美国科技研究成果的证据。
- 1982年：贝鲁特美国大学的主席被真主党绑架。
- 1983年：计算机断层成像照射的首个人头像被发表。
- 1985年：義大利阿爾卑斯山發生水庫大壩塌陷事件（英语：Val di Stava dam collapse），造成268人死亡。
- 1989年：聯合航空232號班機在因引擎破壞導致全機失控，於美國愛荷華州蘇城迫降時墜毀（即蘇城空難），111人死亡，185人獲救。
- 1993年：日本眾議院選舉結果公佈，自民黨僅獲223席，未獲半數。
- 1996年：1996年夏季奥林匹克运动会在美國喬治亞州亚特兰大举行。
- 1997年：在北爱尔兰问题期间，临时爱尔兰共和军撕破了停火协议。
- 1998年：台灣最長壽的綜藝節目《五燈獎》系列停播。
- 2000年：俄羅斯總統普京初次對中國進行國事訪問。

### 21世紀
- 2003年：維也納的維也納綜合醫院成功進行人類首次舌的器官移植。
- 2005年： 加拿大上議院通過《民事婚姻法令》使加拿大同性婚姻合法化，該法案將於加拿大總督伍冰枝御准後生效。
- 2006年：英國通訊管理局取消自1984年起對支配英國電信公司市場的英國電信集團實施之價格管制。
- 2009年：阿富汗塔利班組織挾持23名韓國籍基督教傳教士，要求韓國軍隊撤出阿富汗，同時要求阿富汗伊斯蘭共和國政府釋放被逮捕的塔利班成員。
- 2010年：大英國協戰爭公墓委員會於法國北部省市鎮弗羅梅勒郊區設立弗羅梅勒（費森伍德）軍人公墓（英语：Fromelles (Pheasant Wood) Military Cemetery），以埋葬第一次世界大戰弗羅梅勒戰役（英语：Attack at Fromelles）中身亡的250名澳大利亞及英國士兵。
- 2010年：聯合國經濟及社會理事會以23票贊成、13票反對、13票棄權、5票缺席，授予國際男女同性戀人權委員會於聯合國中的非政府組織諮商地位。
- 2011年：華納兄弟影業公司發行的《哈利波特》系列電影最後一部《哈利波特：死神的聖物2》在首映首周的全球票房約為4.8億美元，打破當時首映首周票房紀錄。
- 2013年：NASA太空船卡西尼號拍攝了土星與遠方地球的照片，並邀請人們「向土星招手」。
- 2016年：一輛載有遼寧省籍中國遊客的旅遊巴士在前往台灣桃園國際機場的國道二號上遭司機縱火，造成車上26乘客全部死亡。
- 2018年：一艘載有31人的鴨船於美國密蘇里州布蘭森市的平台岩湖（英语：Table Rock Lake）翻覆沉沒（英语：Table Rock Lake duck boat accident），造成17人死亡、7人受傷。
- 2018年：以色列議會通過屬《以色列基本法》之《猶太民族國家法》，宣布以色列地屬猶太人歷史家園，獨有猶太人可於以色列國行使民族自決權，同時取消阿拉伯語的官方語言地位。
- 2020年：以色列內閣（英语：Cabinet of Israel）批准向歐盟供應天然氣的海底天然氣管東地中海管道（英语：EastMed pipeline）。
- 2020年：阿聯希望號火星探測器於日本鹿兒島縣種子島宇宙中心由H-IIA運載火箭運載升空，成為阿拉伯聯合大公國及阿拉伯世界首次的火星探測。
- 2021年：抵制、撤資、制裁運動：美國冰淇淋公司Ben & Jerry's宣布，他們將停止在以色列控制的巴勒斯坦領土上銷售他們的產品，同時稱在該地區的銷售行為“不符合我們的價值觀”，然聲明中仍表示以色列境內的銷售服務將不受影響。

## 出生
- 1688年：郎世寧，義大利天主教耶穌會傳教士、中國宮廷畫家（1766年逝世）
- 1697年：愛新覺羅弘昐，清朝雍正帝的兒子（實際上的第二子但因早殤而未序齒）（1699年逝世）
- 1769年：戈特弗里德·克里斯蒂安·萊許，德國內科醫生（1848年逝世）
- 1799年：威廉·麥克雪利，美國天主教神父、耶穌會領袖（1839年逝世）
- 1814年：塞繆爾·柯特，美國發明家、實業家，左輪手槍的發明者（1862年逝世）
- 1822年：剑桥的奧古斯塔，英國公主（1916年逝世）
- 1834年：埃德加·德加，法國画家、雕塑家（1917年逝世）
- 1846年：愛德華·皮克林，美國天文學家（1919年逝世）
- 1848年：佩德羅·阿方索，巴西帝國皇太子（1850年逝世）
- 1862年：大衛·希爾豪斯·比爾，美國天主教神父及耶穌會士（1923年逝世）
- 1876年：約瑟·斐亭·斯密，美國宗教領袖、作家（1972年逝世）
- 1884年：卡爾·愛德華，薩克森-科堡-哥達公爵（1954年逝世）
- 1893年：弗拉基米爾·馬雅可夫斯基，苏联詩人（1930年逝世）
- 1894年：赫瓦賈·納齊姆丁，巴基斯坦政治人物，第2任巴基斯坦總理（1964年逝世）
- 1895年：徐悲鸿，中國現代画家、美术教育家（1953年逝世）
- 1896年：鮑勃·穆塞爾，美國職棒大聯盟球員（1977年逝世）
- 1896年：史丹佛·瓦倫，美國物理學家、放射學家（1981年逝世）
- 1898年：赫伯特·马尔库塞，德裔美國社会学家、哲学家（1979年逝世）
- 1907年：保羅·馬格盧瓦爾，海地軍人、政治人物，第35任海地總統（2001年逝世）
- 1921年：羅莎琳·薩斯曼·雅洛，美國醫學物理學家，1977年諾貝爾生理學或醫學獎得主（2011年逝世）
- 1921年：哈羅德·康平，美國牧師、基督教廣播電台播音員兼Family Stations有限公司負責人（2013年逝世）
- 1922年：朱利葉斯·尼雷爾，坦尚尼亞政治人物，首任坦尚尼亞總統（1999年逝世）
- 1929年：埃马纽埃尔·勒鲁瓦·拉迪里，法國歷史學家（2023年逝世）
- 1931年：格桑嘉措，西藏格魯派僧侶，新噶當巴領導者（2022年逝世）
- 1932年：林少偉，新加坡建築師（2023年逝世）
- 1938年：瓦赫坦·基卡比澤，喬治亞男歌手、電影導演、編劇、演員（2023年逝世）
- 1938年：賈揚特·納利卡，印度天體物理學家（2025年逝世）
- 1939年：伊夫·梅耶爾，法國數學家
- 1940年：郁慕明，台灣政治人物，前任新黨主席
- 1946年：伊利耶·納斯塔塞，羅馬尼亞網球名宿
- 1947年：邱復生，臺灣電視製作人、企業家，年代集團創辦人
- 1947年：布赖恩·梅，英國音樂人、歌手、詞曲作者、天體物理學家，樂團皇后合唱團吉他手
- 1948年：王岐山，中國政治人物，中華人民共和國副主席
- 1949年：卡萊馬·莫特蘭德，南非政治人物，第3任南非總統
- 1952年：陳永陸，香港股市評論人
- 1953年：霍华德·舒尔茨，美國商人、企業家，前任星巴克執行長
- 1958年：李宗盛，台灣音乐人
- 1962年：許效舜，台灣男歌手、演員
- 1962年：傅娟，台灣女演員
- 1964年：近藤真彥，日本歌手、演員
- 1965年：茲韋茲丹·喬瓦諾維奇，塞爾維亞軍事人員、狙擊手、罪犯
- 1967年：李興文，台灣男演員
- 1969年：陳道然，香港藝人
- 1969年：陳淑蘭，香港女演員、主持人
- 1970年：陳珊妮，台灣音樂創作人
- 1970年：琇琴，臺灣女子團體錦繡二重唱成員
- 1970年：宮藤官九郎，日本編剧、導演、演員
- 1970年：妮古拉·斯特金，英國政治人物，曾任蘇格蘭首席部長
- 1970年：克里斯托弗·盧克森，紐西蘭政治人物，現任紐西蘭總理
- 1971年：維塔利·克利奇科，烏克蘭職業拳擊手、政治人物，現任基輔市長
- 1972年：藤木直人，日本演員、歌手
- 1972年：大衛·拉米，英國政治人物、律師，現任英國外交大臣
- 1974年：陳亭妃，臺灣政治人物
- 1974年：拉民·贾瓦迪，德國伊朗裔作曲家
- 1975年：約翰·赫德曼，英國足球教練
- 1976年：班奈狄克·康柏拜區，英國男演員
- 1976年：安妍紅，韓國女演員
- 1979年：瑞克·安基爾，美國職業棒球運動員
- 1980年：克里斯·蘇利文，美國男演員、音樂家
- 1980年：亞當·穆托，美國作家、分鏡畫師、動畫師、製片人
- 1982年：傑瑞·帕達里基，美國男演員
- 1984年：吳瑪麗，台灣女藝人
- 1984年：朱珠，中國女演員、主持人、歌手
- 1985年：周海滨，中國足球運動員
- 1986年：龐偉，中國射擊運動員
- 1986年：姚嘉兒，香港創作歌手、演員、主持人
- 1987年：黃紫盈，香港新聞從業員
- 1987年：代悅，中國女歌手
- 1989年：櫻井莉亞，日本AV女優
- 1991年：劉丹萌，中國女歌手
- 1992年：洪恩智，韓國女子偶像團體Brave Girls成員
- 1993年：彭亦亮，美國華裔電子竞技职业選手
- 1994年：小森美果，日本女子偶像團體AKB48成員
- 1995年：袁皓俊，香港足球運動員
- 1995年：張雅卓，中國女演員、歌手
- 1995年：山下七海，日本女性聲優
- 1995年：瑪麗亞·柏絲卡，俄羅斯女子體操運動員
- 1996年：吳夏榮，韓國女子偶像團體Apink成員
- 1996年：革德倫·吉丁努蓬，泰國男子羽球運動員
- 1998年：祁静，中國女子偶像團體SNH48前成員
- 1999年：金素慧，韓國女演員、偶像團體I.O.I成員
- 2002年：藤井聰太，日本將棋棋士

## 逝世
- 806年：李师古，唐朝青州刺史（778年出生）
- 1617年：高橋統增，日本戰國武將、大名、德川旗本武士（1572年出生）
- 1824年：阿古斯汀一世，墨西哥皇帝（1783年出生）
- 1868年：沖田總司，日本幕末新選組一番隊隊長（1842年出生）
- 1883年：嗣德帝，越南阮朝皇帝（1829年出生）
- 1888年：山岡鐵舟，日本政治人物、劍術家、思想家（1836年出生）
- 1906年：沃爾特·布勒，紐西蘭律師、博物學家（1838年出生）
- 1927年：赵世炎，中國革命家、中國共產黨革命烈士（1901年出生）
- 1947年：昂山，缅甸独立运动领袖、临时政府首脑（1915年出生）
- 1961年：保羅·威拉德·梅里爾，美國天文學家（1887年出生）
- 1965年：李承晚，大韓民國第一至第三任總統（1875年出生）
- 1973年：冯白驹，中国人民解放军琼崖纵队领导人之一（1903年出生）
- 1980年：屠忠訓，臺灣電影導演（1936年出生）
- 1982年：休·艾弗雷特三世，美國量子物理學家（1930年出生）
- 1992年：艾倫·紐厄爾，美國計算機科學家（1927年出生）
- 2004年：铃木善幸，日本政治人物，第70任內閣總理大臣（1911年出生）
- 2007年：河合隼雄，日本心理學家（1928年出生）
- 2011年：原田芳雄，日本男演員（1940年出生）
- 2013年：畢·圖曼，在1949年至1964年期間效力曼城足球會的足球守門員（1923年出生）
- 2014年：絲凱·麥蔻·芭杜席亞克（英语：Skye McCole Bartusiak），美國女演員（1993年出生）
- 2016年：蓋瑞·馬歇爾，美國演員、導演、作家及製作人[1]（1934年出生）
- 2021年：阿圖羅·阿曼多·莫利納，薩爾瓦多政治人物，第36任薩爾瓦多總統（1927年出生）
- 2022年：劉勃舒，中國國畫家（1935年出生）
- 2024年：雷·里爾頓，威爾斯職業司諾克選手（1932年出生）
- 2024年：阮富仲，越南政治人物，第12任越南共产党中央委员会总书记，第7任越南社会主义共和国主席，第9任越南国会主席（1944年出生）
- 2025年：吉奧拉·愛潑斯坦，以色列空軍上校（1938年出生）

## 节假日和习俗
- ：獨立日
- 緬甸：烈士节
- 尼加拉瓜：解放日